# Emiliano Grillo
Emiliano Grillo (Resistencia, 14 september 1992) is een golfprofessional uit Argentinië.
Grillo groeide op in Resistencia, ongeveer 600 km ten noorden van Buenos Aires. Grillo woonde ook drie jaar in Bradenton, Florida terwijl hij naar de IMG David Leadbetter Golf Academy ging.
Als amateur eindigde hij in mei 2011 op de 6de plaats van Il Copa Antioquia, dat ook meetelt voor de Europese Challenge Tour. 

## Professional
In september 2011 werd hij professional, na het spelen van de US Amateur. Eind 2011 ging hij naar de Tourschool, waar hij zowel in de Stage 1 als in de Stage 2 als in de Finals in de top-10 eindigde. 
In 2014 won Grillo de Visa Open de Argentina op de PGA Tour Latinoamérica en in 2015 was Grillo de beste in het Web.com Tour Championship op de Web.com Tour. Eind dat jaar won Grillo de Frys.com Open, de seizoensopener van de PGA Tour 2016. 
In 2016 nam Grillo deel aan de Olympische Zomerspelen, waar hij op de 8e plaats eindigde.

## Overwinningen
| Jaar | Toernooi                  | Tour                   |
| ---- | ------------------------- | ---------------------- |
| 2014 | Visa Open de Argentina    | PGA Tour Latinoamérica |
| 2015 | Web.com Tour Championship | Web.com Tour           |
| 2016 | Frys.com Open             | PGA Tour               |
| 2023 | Charles Schwab Challenge  | PGA Tour               |

## Resultaten in deMajors
| Major                 | 2015 | 2016 | 2017 | 2018 | 2019 | 2020 |
| --------------------- | ---- | ---- | ---- | ---- | ---- | ---- |
| Masters Tournament    |      | T17  | 51   |      | T62  |      |
| U.S. Open             |      | T54  | CUT  | CUT  | T58  |      |
| The Open Championship |      | T12  | CUT  | CUT  | CUT  |      |
| PGA Championship      | T61  | T13  | CUT  | T31  | T23  | T66  |

CUT = miste de cut halverwege